# Охару
Охару (яп. 大治町 О:хару-тё:) — посёлок в Японии, находящийся в уезде Ама префектуры Айти. Площадь посёлка составляет 6,59 км², население — 30 876 человек (1 июня 2014), плотность населения — 4685,28 чел./км².

## Географическое положение
Посёлок расположен на острове Хонсю в префектуре Айти региона Тюбу. С ним граничат города Нагоя, Ама.

## Население
Население посёлка составляет 30 876 человек (1 июня 2014), а плотность — 4685,28 чел./км². Изменение численности населения с 1980 по 2005 годы:
| 1980 | 19 939 чел. |  |
| 1985 | 21 171 чел. |  |
| 1990 | 22 598 чел. |  |
| 1995 | 24 724 чел. |  |
| 2000 | 27 073 чел. |  |
| 2005 | 28 501 чел. |  |

## Символика
Деревом посёлка считается мелия азедарах, цветком — Rhododendron indicum.